# ハリンコ号
ハリンコ号とは、かつて岐阜県大垣市で期間を限定して運行されていたコミュニティバスである。「ハリンコ」とは西濃地方の方言でハリヨの意味である。
1999年に中心市街地活性化のために運行されたものと、2000年の決戦関ヶ原大垣博に合わせて運行されたものの2種類がある。

## 買物循環バス｢ハリンコ号｣
大垣商工会議所が中心市街地活性化事業の一環として、1999年（平成11年）10月1日 - 12月26日の期間限定で運行していたコミュニティバス。

### 運賃
- 無料。
- 1回の乗車で特典付カードが1枚貰え、10枚で大垣市商店街で使用できる商品券又は観光グッズと交換できた。

### 路線
情報工房を起終点とする右回りと左回りの2路線。
- 情報工房 - まちの駅（郭町2丁目） - 総合体育館 - 市民病院 - スイトピアセンター - 情報工房

## 公共施設巡回ワンコインバス｢ハリンコ号｣
大垣市が2000年（平成12年）4月1日 - 10月31日の試行期間で運行していたコミュニティバス。
名阪近鉄バスが受託運行していた。
決戦関ヶ原大垣博（2000年3/25 - 10/9、大垣城公園を中心に開催された地方博）にあわせて運行。

### 運賃
- 100円均一。

### 路線
情報工房を起終点とする右回りと左回りの2路線。バス停は以下のとおりである。
- 情報工房 - 緑園 - 西濃総合庁舎 - 市民病院 - 総合福祉会館 - 市役所 - 大垣城ホール（決戦関ヶ原大垣博会場） - スイトピアセンター - 大垣駅北口 - 中野ふれあいセンター - 加賀野八幡神社自噴井 - 情報工房